# Ермин, Иван Николаевич
Иван Николаевич Ермин (7 февраля 1920, Рябинкино, Костромская губерния — 8 ноября 2006, Брянск) — стрелок, гвардии ефрейтор 28-го гвардейского стрелкового полка 10-й гвардейской стрелковой дивизии, гвардии сержант — на момент представления к ордену Славы 1-й степени.

## Биография
Родился 7 февраля 1920 года в селе Рябинкино (ныне — Некрасовского района Ярославской области). Член ВКП(б) с 1945 года. Окончил 5 классов. Работал слесарем на Высоковском льнозаводе Некрасовского района.
В Красной Армии с 1941 года. На фронте в Великую Отечественную войну с января 1942 года. До осени 1944 года воевал в составе 28-го гвардейского стрелкового полка 10-й гвардейской стрелковой дивизии 14-й армии Карельского фронта в Заполярье.
Стрелок гвардии ефрейтор Ермин 31 августа 1944 года в ходе атаки опорного пункта противника в районе 40 километров юго-восточнее населённого пункта Петсамо, будучи связным, обеспечивал командиру роты непрерывное управление. С наступлением темноты вынес тяжёлораненого командира роты в безопасное место. Был контужен, но не покинул поля боя.
Приказом по 10-й гвардейской стрелковой дивизии от 4 октября 1944 года за мужество, проявленное в боях с врагом, гвардии ефрейтор Ермин награждён орденом Славы 3-й степени.
7 октября 1944 года началась Петсамо-Киркенесская операция. На восьмой день боёв был очищен от врага город Петсамо и прибрежный район. 10-я гвардейская стрелковая дивизия продолжала наступление на Киркенес. 25 октября город был взят. На следующий день 2-я рота 28-го гвардейского стрелкового полка, в которой служил Ермин, вырвалась значительно вперёд основных сил и захватила населённый пункт Мункельвен. Противник перешёл в контратаку и окружил роту в районе 23 километров юго-западнее Киркенеса. В бою Ермин забросал гранатами группу противников, уничтожив пятерых, а одного взял в плен.
Приказом по 14-й армии от 24 ноября 1944 года гвардии ефрейтор Ермин Иван Николаевич награждён орденом Славы 2-й степени.
В дальнейшем дивизия была переброшена в Польшу и в составе 19-й армии 2-го Белорусского фронта участвовала в Восточно-Померанской операции.
24 февраля 1945 года гвардии сержант Ермин при прорыве обороны противника в числе первых ворвался в населённый пункт Буххольз, сразил двух солдат и четверых пленил. На следующий день в бою за населённый пункт Беренсфельде, выдвинувшись с ручным пулемётом, он уничтожил расчёт вражеского пулемёта. 3 марта 1945 года в бою за город Руммельсбург Ермин застрелил одного автоматчика и одного взял в плен.
Указом Президиума Верховного Совета СССР от 29 июня 1945 года за мужество, отвагу и героизм, проявленные в борьбе с захватчиками, гвардии сержант Ермин Иван Николаевич награждён орденом Славы 1-й степени.
В 1946 году Ермин демобилизован. Жил в городе Ткварчели. Работал кровельщиком. Избирался депутатом городского Совета. В 1995 году переехал в село Столбово Брасовского района Брянской области. Последние годы жил в городе Брянске. Скончался 8 ноября 2006 года.
Награждён орденами Отечественной войны 1-й степени, Славы 1-й, 2-й и 3-й степени, медалями.